# Kriegerdenkmal Werderthau

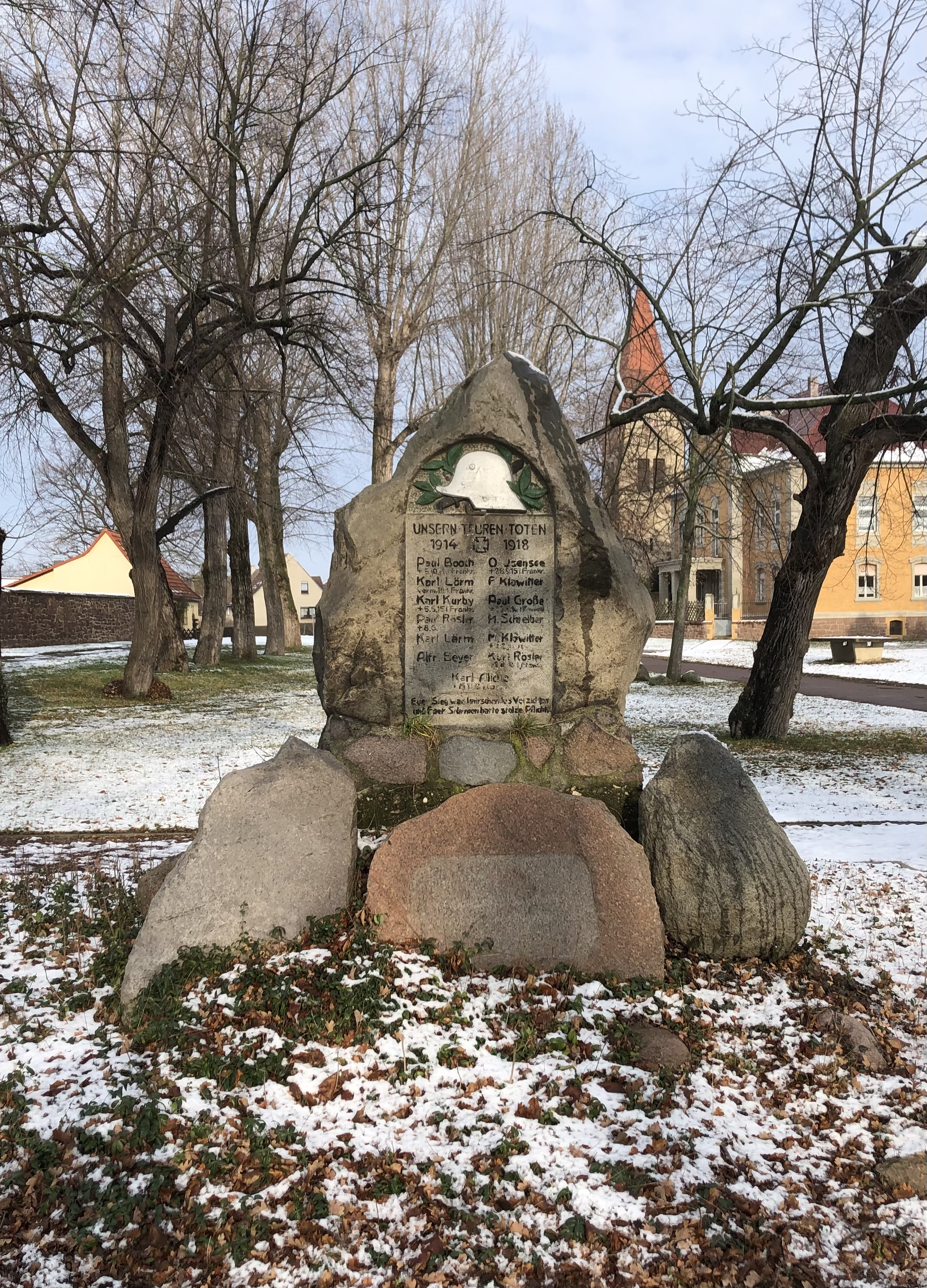
Kriegerdenkmal Werderthau, 2021

Das Kriegerdenkmal Werderthau ist ein Kriegerdenkmal im zur Gemeinde Petersberg gehörenden Dorf Werderthau in Sachsen-Anhalt.

## Lage
Es befindet sich am südlichen Ende des Wilhelm-Pieck-Platzes im als Denkmalbereich ausgewiesenen Ortskern von Werderthau.

## Gestaltung und Geschichte
Das Kriegerdenkmal wurde für die Gefallenen des Dorfes Werderthau im Ersten Weltkrieg errichtet. Es besteht aus einem Findling, der auf seiner Südseite mit zum Teil schwer oder unleserlichen Inschriften versehen ist. 
Unterhalb der Darstellung eines von Laub umrankten Stahlhelms befindet sich die Inschrift:
UNSERN TEUREN TOTEN

1914 (Darstellung eines Eisernen Kreuzes) 1918
|                      |                       |
| Paul Booch           | O Isensee             |
| † 5.10.14 i. Frankr. | 28.9.15 i. Frankr.    |
| Karl Lärm            | F. Klawitter          |
| verm. 14 i. Frankr.  | † 14.10.15 i. Rußland |
| Karl Kurby           | Paul Große            |
| † 5.5.15 i. Frankr.  | † 22.9.16 i. Frankr.  |
| Paul Rösler          | N. Schreiber          |
| † 8.6. 15 i. Rußland | † 11.8.17 i. Frankr.  |
| Karl Lärm            | M. Klawitter          |
| † 13.6.15 i. Frankr. | † 2.2.18 i. Laz.      |
| Alfr. Beyer          | Kurt Rösler           |
| † 8.7.15 i. Rußland  | † 1.?.18 i. Frankr.   |

Karl Alicke

† 15.11.1918 i. Laz.
Euer Sieg war knirschendes Verzichten

und Euer Stürmen harte, stolze Pflicht!
Am Fuße des Findlings befindet sich ein Stein, auf dem in der Vergangenheit eine Tafel befestigt war, die jedoch nicht mehr vor Ort ist.